# ロジャー・ウィリアムソン
ロジャー・ウィリアムソン（Roger Williamson、1948年2月2日 - 1973年7月29日）は、イングランド出身のレーシングドライバー。

## 来歴

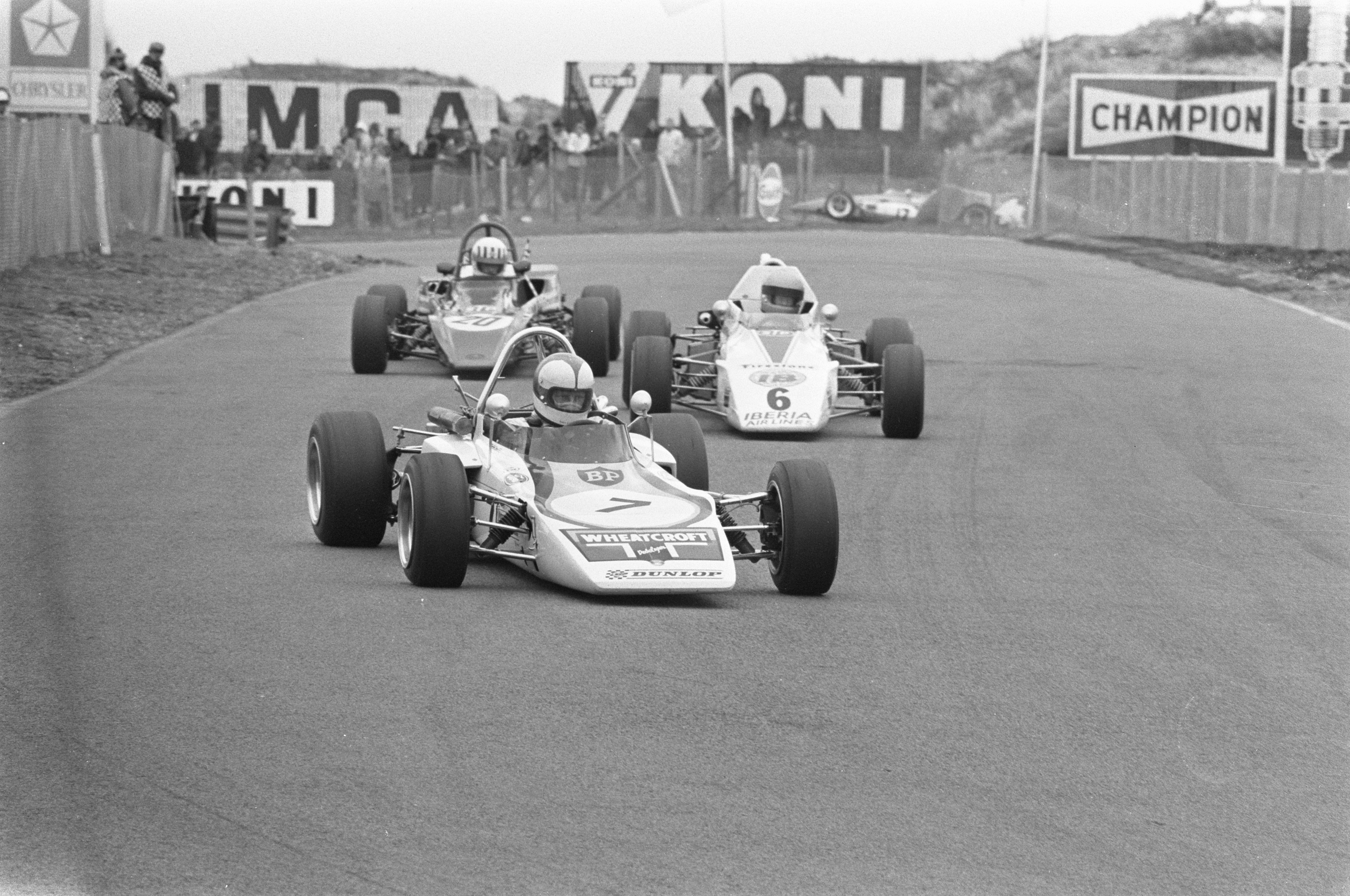
ザントフォールトでのF3レースでのウィリアムソン（カーナンバー7、1972年）

1972年にイギリスF3を制覇。翌1973年はF2に参加していたが、F1ドライバーのジャン＝ピエール・ジャリエがF2チャンピオン獲得を狙って、F2に専念。ジャリエの代役として、ウィリアムソンはイギリスグランプリでF1デビューを果たしたが、2周目に発生した多重事故に巻き込まれリタイアした。

### 死亡事故

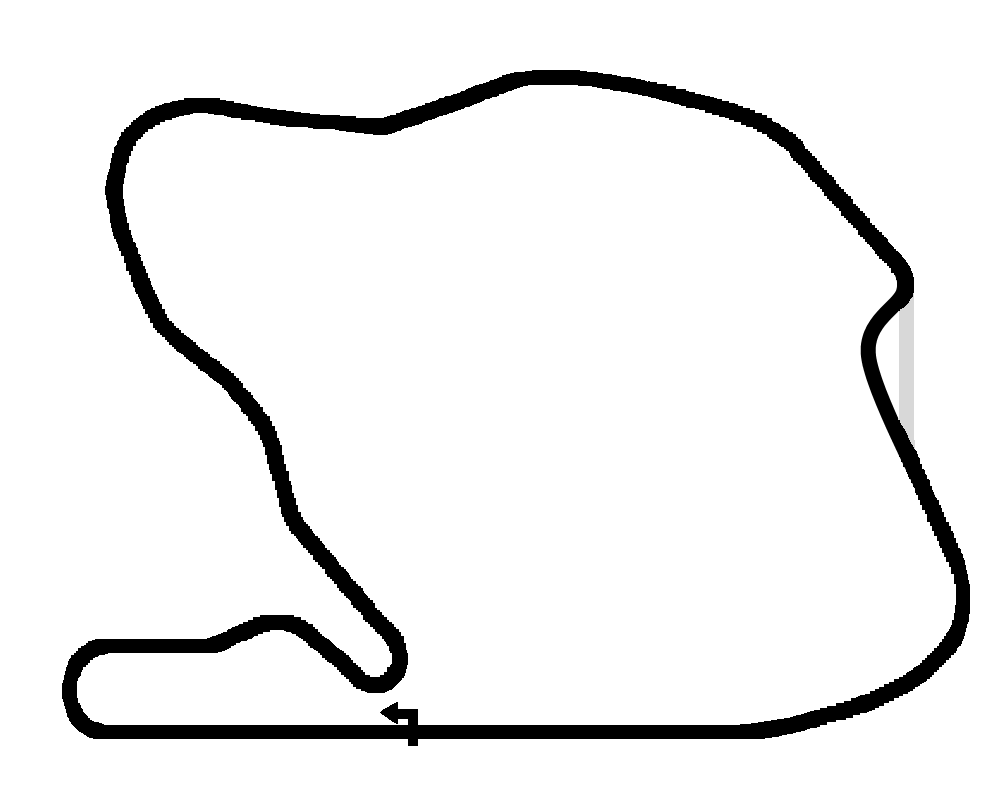
1973年当時のザントフォールト・サーキット。ウィリアムソンは画面上のS字カーブを過ぎた直後にコースアウト。ガードレールに弾き飛ばされて土手を転がり落ち、東トンネル （Tunnel Oost ）手前のインコース脇に停止した

デビュー2戦目となったオランダグランプリでウィリアムソンは悲劇に襲われた。8周目コース中盤のS字コーナーを通過した際タイヤトラブルからウィリアムソンのマーチ・731フォードはコースアウトしてガードレールにクラッシュした。そのガードレールが過去のマシンのクラッシュ跡でコースとは反対側に反っているという危険な状態だった。マシンは飛び上がって一度土手に乗り上げた後コースに転落して横転、さらに火災が発生した。横転後もマシンのスピードは衰えず、逆さまのままコースを燃え上がりながら滑っていき、ガードレール沿いのインコース脇にようやく停止した。同僚のデビッド・パーレイが救出のためにマシンを止めて駆け寄り、消火と救出を試みたが、ウィリアムソンは燃え盛るマシンの中で焼死してしまった。25歳没。F1デビューからわずか2戦、一度も完走を果たせないままの死であった。

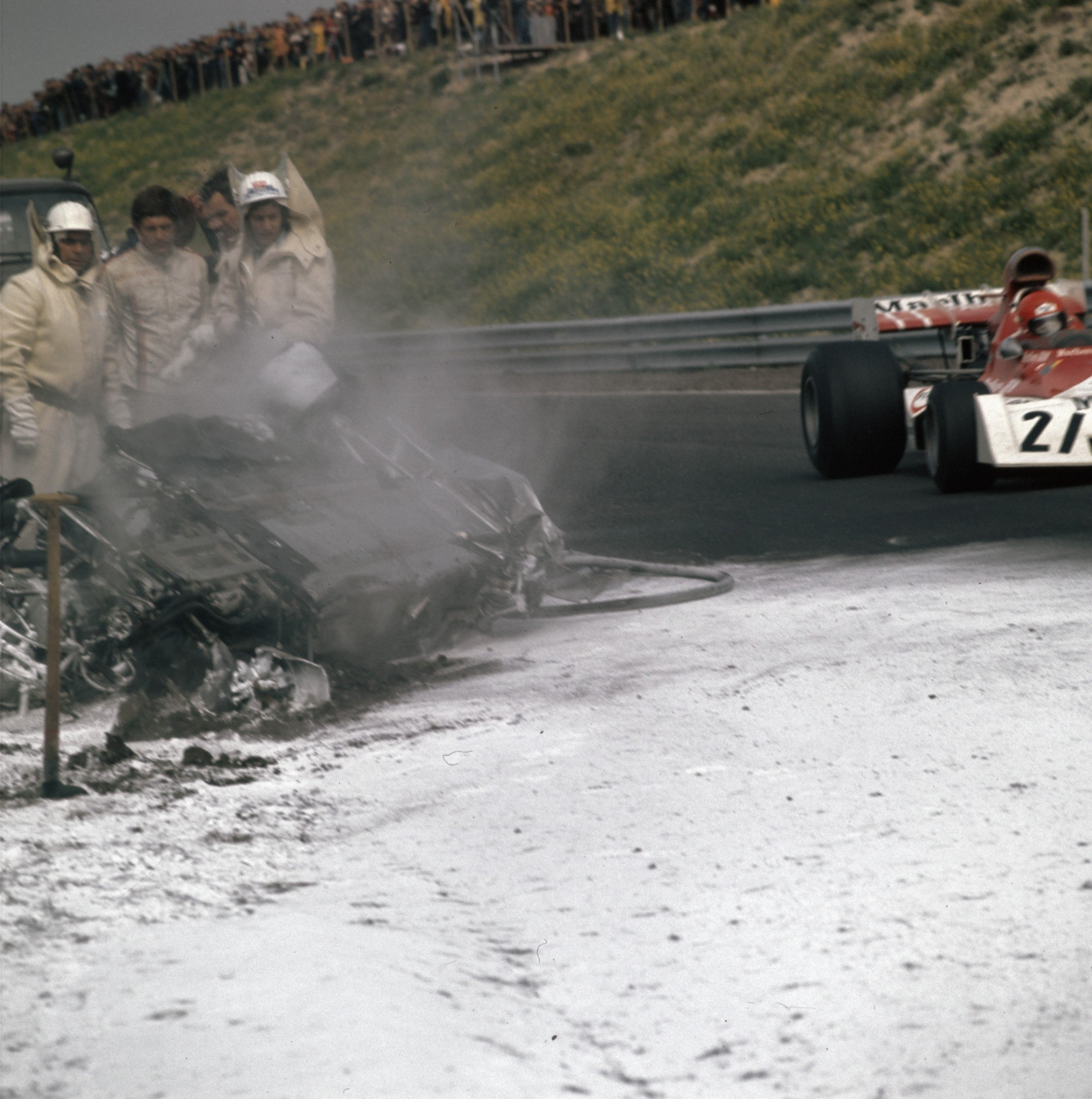
ウィリアムソンのマーチ・731の残骸とその傍らで立ち尽くすパーレイ（左から2番目）

ウィリアムソンが事故に遭いマシンが炎上、パーレイが救出しようとするが果たせず、レースを続けている他のドライバーに停車と救出への協力を求めるが無視され、目の前でウィリアムソンが焼死していくのが分かりながら肩を落として去る、という悲劇的な顛末は写真や映像として記録されており、鎮火後にコクピットの中から白骨化したウィリアムソンを出そうとする写真も撮影されている。
後にパーレイは「あの時、彼はまだ生きてたんだ。僕に叫んでた。『For God's sake, David, get me out of here!!（頼むから、デビッド、俺をここから出してくれ!!）』って…」と語っている。事故発生後も現場のすぐ脇を走り続け、このレースの優勝者になったジャッキー・スチュワートは「レースが中断されない限り、私達は走り続けることしかできなかった」とコメントした。ニキ・ラウダも、「パーレイを見て、（ウィリアムソンが）無事脱出したと思ってた。まさか乗ってたなんて…」とコメントしている。

## レース戦績
| 年     | 所属チーム | シャシー | 1   | 2   | 3   | 4   | 5   | 6   | 7   | 8   | 9       | 10      | 11  | 12  | 13  | 14  | 15  | WDC | ポイント |
| ------ | ---------- | -------- | --- | --- | --- | --- | --- | --- | --- | --- | ------- | ------- | --- | --- | --- | --- | --- | --- | -------- |
| 1973年 | マーチ     | 731      | ARG | BRA | RSA | ESP | BEL | MON | SWE | FRA | GBR Ret | NED Ret | GER | AUT | ITA | CAN | USA | NC  | 0        |